# Лопушна (притока Ріки)
Лопу́шна — річка в Українських Карпатах, у межах Міжгірського району Закарпатської області. Ліва притока Ріки (басейн Тиси).

## Опис
Довжина 10 км, площа басейну 37,9 км². Похил річки 71 м/км. Річка гірського типу. Долина вузька і глибока, у верхній течії заліснена. Заплава є лише в пониззі. Річище слабозвивисте.

## Розташування
Лопушна бере початок на південний схід від села Лопушне, на північних схилах гори Озерної, що неподалік від озера Синевир. Тече спершу на північний захід, далі — на захід. Впадає до Ріки біля західної околиці села Лопушне. 
У басейні річки розташована ботанічна пам'ятка природи «Великий Яворець та Обнога».